# انرژی بستگی

با توجه به میانگین انرژی بستگی نوکلئون‌ها، عنصر آهن از باقی عنصرها پایدارتر است. همین نکته‌ی اساسی دلیل پایان یافتن عمر ستارگان را توضیح می‌دهد.

انرژی بستگی به چند گونه ظاهر و بررسی می‌شود، اما همگی از یک مفهوم سرچشمه می‌گیرند. این تعاریف عبارت‌اند از:
- انرژی بستگی یک الکترون (electron binding energy) مقدار انرژی مورد نیاز برای جداسازی آن الکترون از اتمش تعریف می‌شود.
- انرژی بستگی کل یک هسته (total binding energy) به انرژی مورد نیازی گویند که لازم است تا تمام نوکلئونهای آن هسته را کاملاً از هم جدا سازد.
- انرژی بستگی یک نوکلئون مقدار انرژی مورد نیاز برای جداسازی آن نوکلئون از هسته اش تعریف می‌شود.
- انرژی بستگی میانگین تقسیم بر هر نوکلئون (Average binding energy per nucleon) به مقدار انرژی بستگی کل هسته تقسیم بر تعداد نوکلئون‌هایش گویند.

در مورد الکترون انرژی بستگی مربوط به جاذبه الکتروستاتیکی است، در حالیکه در بقیه تعاریف بالا نیروی قوی هسته‌ای نقش اساسی را ایفا می‌کند.
از نکات مهم حائز اهمیت اینکه اصولاً مقدار بالای انرژی بستگی کل نشان از پایداری هسته را دارد، و دیگر اینکه واپاشی هسته‌ای چه از نوع همجوشی و چه از نوع شکافت، هر دو باعث افزایش انرژی بستگی میانگین بر نوکلئون می‌شوند چرا که در هر دو صورت، هسته دختر از هسته مادر پایدارتر است.